# Jaroslav Drobný
Jaroslav Drobný (n. 12 octombrie 1921, Praga, Cehoslovacia – d. 13 septembrie 2001, Londra, Anglia, Regatul Unit) a fost un jucător de tenis ce a reprezentat Regatul Unit al Marii Britanii și al Irlandei de Nord, medaliat olimpic. A participat la o ediție a Jocurilor Olimpice (1948) în care a câștigat o medalie de argint.

## Participări
Lista de mai jos prezintă principalele competiții la care a participat Jaroslav Drobný de-a lungul carierei.
- Jocurile Olimpice de iarnă din 1948